# Fullscreen (công ty)
Fullscreen, Inc. là một công ty giải trí Hoa Kỳ và mạng lưới toàn cầu cung cấp các công cụ, dịch vụ và tư vấn sáng tạo cho người dùng YouTube. Tính đến ngày 7 tháng 8 năm 2018, Fullscreen Media là một công ty con của Otter Media, lần lượt sau đó là công ty con của AT&T thông qua WarnerMedia.
Fullscreen cũng cung cấp các dịch vụ quản lý và tối ưu hóa kênh cho các nhãn hiệu và công ty truyền thông để phát triển sự hiện diện của họ trên YouTube. Fullscreen hiện tại đang là mạng lưới của NBCUniversal, FOX, FremantleMedia, JASH, Fine Brothers Entertainment, Mattel, WIGS và nhiều nữa.

## Các chương trình
- Shane and Friends[9]
- Not Too Deep with Grace Helbig[10]
- Filthy Preppy Teen$[11]
- Dr. Havoc's Diary[12]
- Zall Good with Alexis G. Zall[13]
- Electra Woman and Dyna Girl[14]
- The Deleted[15]
- Magic Funhouse[16]
- Celebs React[17]
- CEO @ 16[18]
- The Outfield[19]
- The What's Underneath Project[20]
- Explain Things to Me[21]
- Kingdom Geek[22]
- Party in the Back[23]
- Single and Swiping[24]
- Ladybits with Lauren Giraldo[25]
- The Drop with Greyson Chance[26]
- Present Tense with Jillian Rose Reed[27]
- Apologies in Advance with Andrea Russett[28]
- Shan Boody Is Your Perfect Date[29]
- The Minutes Collection[30]
- Hella Gay with Miles McKenna[31]
- Psychobabble with Tyler Oakley & Korey Kuhl[32]
- Goat Rodeo with Cody Ko[33]
- Jack and Dean of All Trades[34]
- Fullscreen's The Search For The Holy Fail[35]
- Search Bar with Anna Akana & Brad Gage[36]
- Goin Raw with Timothy DeLaGhetto[37]
- Wildcats: The Series with Linnea Sage[38]
- Unzipped with Lizzie Velasquez[39]
- Cassandra French's Finishing School[40]
- Shay Mitchell: Chapters[41]
- H8ters with Kian and JC[42]
- About To Break with Hey Violet[43]
- The Basement Yard with Joe Santagato'[44]
- Clickbait with SSSniperWolf[45]
- Suck Less with Willam
- Fantasies
- Rachel Scanlon is Hot & Hungry
- Worth a Shot
- House Divided